# Trieste (incrociatore)
Il Trieste fu un incrociatore pesante della Regia Marina che faceva parte della classe Trento.
La sua costruzione avvenne a Trieste nello Stabilimento Tecnico Triestino, dove venne impostato sugli scali il 24 giugno 1925; varato il 24 ottobre 1926, venne consegnato il 3 aprile 1929.

## Caratteristiche
L'apparato motore era costituito da quattro turbine Parsons, il cui vapore era fornito da dieci caldaie e scaricava su quattro eliche la potenza di 150.000 CV e consentiva una velocità massima di 35 nodi, mentre l'autonomia era di 4.160 miglia a 16 nodi.
L'armamento principale era costituito da otto cannoni Ansaldo 203/50 Mod. 1924 in quattro torri binate.
L'armamento minore originale era costituito da sedici cannoni OTO 100/47 mm Mod. 1927 a doppio scopo (antinave ed antiaereo) in otto complessi scudati binati,  quattro mitragliere da 40/39 mm Vickers-Terni in installazioni singole ed otto mitragliere da 12,7 mm in installazioni binate.
L'armamento silurante consisteva in otto tubi lanciasiluri da 533 mm in quattro installazioni binate fisse montate sul ponte principale.
Nel 1937 l'armamento minore venne modificato per incrementare le capacità di difesa aerea a corto raggio: otto cannoni Breda 37/54 in quattro installazioni binate sostituirono le due torri poppiere da 100/47 mm, mentre otto mitragliere binate Breda Mod. 31 da 13,2 mm rimpiazzarono le quattro da 40/39 mm e le otto da 12,7 mm.
L'unità si poteva distinguere dal gemello Trento perché il primo complesso da 100/47 era sistemato leggermente più a poppavia

## Servizio
Nel maggio 1929 compì assieme al Trento una crociera da La Spezia a Barcellona. Nel 1935 fu temporaneamente nave ammiraglia della III Divisione (ruolo solitamente assegnato al Trento).

L'incrociatore Trieste in una foto dei primi anni di servizio

Nell'agosto 1933 insieme al Trento e al Bolzano formò la Seconda Divisione Navale. Nel giugno 1934 la Regia Marina venne riorganizzata e le tre navi formarono la III Divisione Navale di base a Messina.
Allo scoppio della seconda guerra mondiale il Trieste era inquadrato nella III Divisione Incrociatori, nell'ambito della II Squadra ed era dotato di idrovolanti IMAM Ro.43.
Durante la seconda guerra mondiale svolse varie missioni, prendendo parte ad alcune delle principali operazioni e battaglie del Mediterraneo e svolgendo missioni di scorta indiretta a convogli. Il 7 luglio 1940 assunse il comando del Trieste il capitano di vascello Umberto Rouselle.
L'unità non partecipò alla battaglia di Punta Stilo del 9 luglio 1940, mentre il 31 agosto fu – assieme a Trento e Bolzano – fra le navi inviate per contrastare l'operazione britannica Hats, e che rientrarono in porto senza aver concluso niente.
Nel settembre dello stesso anno divenne nave di bandiera dell'ammiraglio Sansonetti, comandante della divisione.
Fra il 26 ed il 28 novembre, come nave ammiraglia della III Divisione, partecipò alla battaglia di Capo Teulada, durante la quale sparò 96 salve e fu fatto oggetto del tiro di corazzate inglesi (che tuttavia non riuscirono a colpirlo, come del resto il Trieste non riuscì a colpire nessuna unità britannica).
Il 15 dicembre partì da Messina per raggiungere Cagliari, porto meno esposto ad attacchi aerei inglesi, ma una settimana più tardi fece ritorno nel porto siciliano, avendo questo ricevuto migliorie alle difese antiaeree.
Il 9 febbraio 1941 fece parte della formazione inviata alla ricerca delle unità britanniche che avevano bombardato Genova. Lanciò un idrovolante senza però che questo riuscisse ad individuare le navi inglesi. Fu proprio dal Trieste che furono avvistati gli alberi di quelle che si ritenevano le navi nemiche, poi rivelatesi, però, dei mercantili francesi. Le navi italiane rientrarono nei porti senza essere riuscite ad attaccare quelle avversarie.

Immagine dell'incrociatore Trieste alla fonda

Fra il 27 ed il 29 marzo prese parte alla crociera offensiva diretta a colpire i traffici britannici in Mediterraneo orientale. Tale missione sfociò nello scontro di Gaudo e nel disastro di Capo Matapan.
Il 24 aprile fornì scorta indiretta – assieme al Bolzano, alla VII Divisione incrociatori e ai caccia Carabiniere e Ascari – ad un convoglio di cinque trasporti (Marburg, Kibfels, Rialto, Birmania, Reichenfels) diretto in Libia.
Un mese dopo fu di nuovo in mare, unitamente al Bolzano e ai caccia Ascari, Lanciere e Carabiniere, per fornire appoggio ad un altro convoglio (formato dai trasporti truppe Conte Rosso, Marco Polo, Esperia e Calitea) diretto a Tripoli. Il Conte Rosso fu silurato dal sommergibile britannico Upholder e affondò, dimostrando la scarsa efficacia di una scorta a distanza composta da incrociatori o corazzate.
Tre giorni dopo i due incrociatori scortarono due convogli in rientro dalla Libia in Italia.
Fra l'8 ed il 9 giugno il Trieste, il Bolzano, l’Ascari, il Corazziere ed il Lanciere scortarono un altro convoglio per il Nord Africa, l'«Esperia».
Fra il 25 ed il 29 dello stesso mese il Trieste fornì ancora scorta indiretta (insieme stavolta all'incrociatore pesante Gorizia e alla XII Squadriglia Cacciatorpediniere) ad un convoglio veloce costituito dai trasporti truppe Marco Polo, Neptunia e Oceania. Il convoglio era stato inizialmente fatto rientrare in porto causa continui attacchi dal cielo. Il Trieste subì altri attacchi aerei, fortunatamente infruttuosi, anche a Tripoli prima di poter rientrare.
Fra il 16 ed il 20 luglio il Trieste, col Bolzano, l’Ascari, il Corazziere ed il Carabiniere, fornì nuovamente appoggio ad un convoglio composto ancora da Marco Polo, Neptunia e Oceania.
Fra il 23 ed il 26 agosto uscì in mare assieme alla squadra da battaglia per opporsi all'operazione inglese “Mincemeat”; tuttavia, non sapendo lo scopo dell'operazione inglese e pensando che si trattasse di un convoglio (mentre in realtà essa consisteva nel minamento delle acque livornesi) la formazione rientrò in porto senza aver concluso nulla.

Immagine del Trieste con la livrea mimetica

Il 9 novembre 1941 fu coinvolto nella battaglia del convoglio Duisburg. Il convoglio, composto da sette mercantili (Duisurg, San Marco, Sagitta, Minatitlan, Conte di Misurata, Maria, Rina Corrado) con la scorta diretta di sei caccia (Maestrale – caposcorta –, Grecale, Libeccio, Fulmine, Euro, Alfredo Oriani) fruiva della scorta indiretta del Trieste, del Trento e della XIII Squadriglia Cacciatorpediniere (Granatiere, Bersagliere, Fuciliere, Alpino), sotto il comando dell'ammiraglio Bruno Brivonesi. Nottetempo il convoglio fu attaccato dalla Forza K britannica (incrociatori leggeri Aurora e Penelope e caccia Lance e Lively) e distrutto, con l'affondamento di tutti i trasporti e del Fulmine. L'ammiraglio Brivonesi (imbarcato sul Trieste) fu eccessivamente prudente e riluttante nel contrattaccare: i due incrociatori persero tempo per una serie di manovre, mantennero una velocità inferiore a quella possibile (fra i 15 ed i 24 nodi, contro i 35-36 sviluppabili), spararono 207 colpi del calibro principale da una distanza così elevata (per di più al buio) che nessuno andò a segno e la Forza K rientrò indenne a Malta. Brivonesi fu per questo sbarcato e processato (ma assolto).
Fra il 21 ed il 22 novembre fu nuovamente in mare (assieme al Trento, al Gorizia e alla VIII Divisione) per assicurare la scorta ad un altro convoglio per la Libia. Tuttavia, alle 23.10 del 21, fu centrato da un siluro lanciato dal sommergibile HMS Utmost. Una delle caldaie esplose e la nave si ritrovò immobilizzata, priva di energia elettrica e con i locali prodieri e centrali allagati. Solo dopo un'ora e mezza fu possibile ripartire per rientrare faticosamente a Messina. Nell'episodio si mise in luce l'elettricista Godeas, che rimase per ore in un locale completamente circondato da compartimenti allagati per mantenere le comunicazioni con la plancia. I gravi danni misero fuori uso la nave per diversi mesi. In seguito alle riparazioni ricevette una livrea mimetica.
Il 12 agosto 1942 uscì in mare con Gorizia, Bolzano e la VII Divisione per prendere parte alla Battaglia di mezzo agosto: compito degli incrociatori sarebbe stato intercettare ed annientare il convoglio inglese diretto a Malta, già decimato dagli attacchi di bombardieri, aerosiluranti, MAS, sommergibili e motosiluranti. Tuttavia il comando, temendo attacchi aerei o subacquei inglesi, ordinò il rientro (durante il quale furono ugualmente silurati, con gravi danni, il Bolzano e l'incrociatore leggero Muzio Attendolo).
Il 9 dicembre quanto restava della III Divisione (Trieste e Gorizia) fu trasferito da Messina a La Maddalena, nel tentativo di allontanarla dai continui attacchi aerei angloamericani.
Ma alle 14.45 del 10 aprile 1943 una formazione di 84 bombardieri attaccò La Maddalena. I velivoli avevano dei precisi obiettivi: 36 attaccarono il Gorizia, 24 la base dei sommergibili e 24 il Trieste.
Prima di poter reagire, il Trieste fu investito da più di 120 bombe che caddero tutt'attorno alla nave. Una aprì uno squarcio a poppa, due distrussero plancia e centrale di tiro, altre colpirono il fumaiolo prodiero ed i locali caldaie. Le esplosioni delle bombe cadute vicino allo scafo produssero altre falle. La nave, appoppatasi, fu abbandonata dall'equipaggio e affondò in meno di due ore, capovolgendosi. I morti furono 77 (4 ufficiali, 6 sottufficiali, 67 marinai) e i feriti gravi 75 (6 sottufficiali e 69 marinai).
Il suo relitto venne recuperato nel 1950 e venduto alla Spagna che lo avrebbe voluto utilizzare, ricostruendolo come portaerei, ma il progetto non ebbe seguito e lo scafo venne successivamente demolito.

## Il relitto e il progetto spagnolo di trasformazione in portaerei
Nell'immediato dopoguerra la marina spagnola volendo dotarsi di una componente aeronavale preparò vari progetti per dotarsi di una portaerei.
Tra i vari progetti quello del 1949 di trasformazione dell'incrociatore pesante Canarias, che richiamava le portaerei leggere britanniche classi Illustrious, Colossus e Majestic e prevedeva una componente aerea di 48 aerei (36 caccia e 12 siluranti), 31 da trasportarsi in coperta e 17 nell'hangar, con due ascensori per la manovra dalla coperta al hangar ed equipaggiata con una catapulta dieci cavi e tre barriere d'arresto. 
Le resistenze alla trasformazione dell'unità maggiore della flotta che, malgrado fosse derivata da un progetto datato, era una della più nuove, spinse lo stato maggiore della Marina spagnola alla ricerca di scafi alternativi su cui realizzare il progetto.
La Micoperi, società di salvataggio proprietaria del relitto del Trieste dopo il suo recupero effettuato nel 1950, alla fine dello stesso anno offrì in vendita lo scafo dell'incrociatore. La nave aveva ancora le macchine in discreto stato, perché durante i sette anni trascorsi sott'acqua erano state protette e lubrificate dal carburante, fuoriuscito dai serbatoi, che aveva interamente invaso le sale macchine.
Dopo la visita di una commissione la marina spagnola decise di effettuare l'acquisto dietro il pagamento di 960.000 dollari americani dell'epoca (per il 75% mediante pagamento in natura con rottami metallici e minerali metalliferi da consegnare in Italia) e lo scafo venne ufficialmente rilevato dagli spagnoli il 19 maggio 1951 a La Spezia, e rimorchiato a Cartagena dal 7 al 14 giugno successivo dal rimorchiatore britannico Zealandia.
Nel luglio 1951 però avvenne il cambio del ministro della Marina, con l'ammiraglio Moreno subentrante all'ammiraglio Regalado e venne riesaminata la possibilità di mandare a buon fine il costoso progetto. A fine agosto viene deciso di non farne nulla, ma nel frattempo lo scafo del Trieste viene ugualmente rimorchiato dal 2 all'11 settembre 1951 da Cartagena a El Ferrol, dal rimorchiatore olandese Thames sulla base di un contratto ormai perfezionato.
Nel luglio 1952 venne presa in considerazione l'ipotesi di trasformazione in incrociatore antiaerei o di utilizzare le sue macchine per rimotorizzare l'incrociatore Navarra ma i costi vennero giudicati eccessivi e così il vecchio Trieste venne demolito a El Ferrol tra il 1956 e il 1959, con il recupero solo di un gruppo generatore diesel-dinamo di emergenza e del rame destinato alle macchine dei cacciatorpediniere classe Oquendo.